# 80年代の筋肉少女帯
『80年代の筋肉少女帯』は、筋肉少女帯の1980年代のライブ音源を収めたライブトラック集である。1998年9月29日にUGSより発売された。ジャケットはボーカル大槻ケンヂの若き頃の写真で、ナゴムレコード在籍時に撮影された釈迦のPVの、顔を白塗りにした写りの悪いものをあえて使用している。

## 概要
1980年代に筋肉少女帯が行った複数のライブの録音から10曲、M.C.を4トラック分（ただし大分短めである）、加えて1曲だけデモテープを収めている。

1998年の中頃、筋肉少女帯はドラムの太田明が脱退するなど、諸事情により活動休止を余儀なくされていた。そのような中でボーカルの大槻が、自身が立ち上げたインディーズレーベルであるUGSから発売したのが本CDである。新録は一切なく、すべて80年代の音源である。また、複数のライブでの音源を使用しているため、曲によって音質にバラつきがある。さらに、収録日や場所、演奏者の一部が判明していないものも含まれている。

CD発売に合わせて、大槻は80年代に同バンドに所属していたメンバーらと、期間限定で「80年代の筋肉少女帯」を結成しツアーを行った。「自主制作盤屋UGSプレゼンツ! 『80年代の筋肉少女帯』CD発売記念」と銘打たれたこのツアーは各地で計3公演行われ、同年12月10日にはその模様を収録したライブビデオ『80's筋少Live & clip』が同じUGSレーベルより発売された。

## 収録曲
1. 黎明 初稿 （Instrumental）
（作曲：三柴江戸蔵）
1988年8月
2. モーレツ ア太郎
（作詞：大槻ケンヂ / 作曲：大槻ケンヂ, 三柴江戸蔵 / 編曲：筋肉少女帯）
1988年8月
3. マタンゴ
（作詞：大槻ケンヂ / 作曲：筋肉少女帯 / 編曲：筋肉少女帯）
1989年2月7日, 日本青年館
4. 最期の遠足
（作詞：大槻ケンヂ / 作曲：内田雄一郎 / 編曲：筋肉少女帯）
1989年2月7日, 日本青年館
5. 釈迦 （デモテープ）
（作詞：大槻ケンヂ / 作曲：大槻ケンヂ, 内田雄一郎 / 編曲：筋肉少女帯）
1986年秋
6. 猿の左手 象牙の塔
（作詞：大槻ケンヂ / 作曲：三柴江戸蔵 / 編曲：筋肉少女帯）
1987年7月
7. M.C.
1987年1月10日, 新宿ロフト
8. ノゾミ・カナエ・タマエ
（作詞, 作曲：大槻ケンヂ / 編曲：筋肉少女帯）
1987年7月
9. M.C.
1987年3月10日, 大阪 バナナホール
10. おおもうけバカボン
（作詞：大槻ケンヂ / 作曲：内田雄一郎 / 編曲：筋肉少女帯）
1987年1月10日, 新宿ロフト
11. M.C.
1988年12月21日, 大阪 ミューズホール
12. 日本の米
（作詞, 作曲：大槻ケンヂ / 編曲：筋肉少女帯）
1988年12月21日, 大阪 ミューズホール
13. 孤島の鬼
（作詞：大槻ケンヂ / 作曲：内田雄一郎 / 編曲：筋肉少女帯）
1989年2月7日, 日本青年館
14. M.C.
1988年12月21日, 大阪 ミューズホール
15. 夜歩く （Instrumental）
（作曲：三柴江戸蔵 / 編曲：筋肉少女帯）
1988年12月21日, 大阪 ミューズホール
三柴江戸蔵の、脱退前の大阪における最後のライブ演奏である。

## 演奏者
- 大槻ケンヂ - ボーカル、M.C.
- 内田雄一郎 - ベース
- 三柴江戸蔵 - ピアノ、キーボード
- 美濃介 - ドラムス （# 5, 6, 8, 10）
- 太田明 - ドラムス （# 1 - 4, 12, 13, 15）
- 横関敦 - ギター （# 3, 4, 12, 13, 15）
- 石塚BERA伯広 - ギター （# 5）
- 中村ムー哲夫 - ギター （# 10）
- 佐藤卓也 - キーボード （# 13）